# VTP
Para manter a conectividade das Vlans em toda a estrutura do switch, as Vlans devem ser configuradas em cada switch. O protocolo VTP (Vlan Trunking Protocol) da Cisco garante um método mais fácil para a manutenção de uma configuração de Vlan consistente em toda a rede comutada. 
Usado para distribuir e sincronizar informações de identificação das Vlans configuradas em toda a rede comutada. As configurações estabelecidas em um único servidor VTP são propagadas através do enlace tronco para todos os switches conectados na rede. 
Os anúncios VTP são transmitidos para todo o domínio de gerenciamento a cada 5 minutos, ou sempre que ocorrer uma alteração nas configurações de Vlans.
Existem 3 modos de operação:
- VTP modo cliente (VTP mode client);
- VTP modo servidor (VTP mode server);
- VTP modo transparente (VTP mode transparent).
Cada um dos modos servindo para atender a uma necessidade específica da rede.
O modo servidor, é o switch que detêm as informações sobre a(s) VLAN(s), tais como número de VLAN’s, nomes e outros parâmetros. Essas informações são armazenadas na NVRAM do switch e inicializadas automaticamente quando ligado, por esse motivo devemos apagar qualquer tipo de informação do equipamento antes de colocá-lo na rede visto que se tiver alguma informação de VLAN, que não faça parte da rede, essas informações serão repassadas aos outros switches em modo cliente.
O modo cliente, é o switch que recebe informações de VLAN existente na rede e armazena em sua RAM. Essas informações são recebidas de um switch em modo servidor (VTP server), no entanto, essas informações são salvas também na NVRAM para evitar a perda das mesmas. Nesse modo, diferente do modo servidor, não é possível criar, alterar ou apagar informações da VLAN apenas repassam as informações para outros switches.
O modo transparente, é um switch especial, ele fica no meio termo entre server e client, mas não participa do domínio VTP. Ele pode criar, alterar e apagar as informações localmente sem afetar a outros switches. Em modo transparante há o encaminhamento de atualizações de VTP pelos seus links. Se um switch no modo transparente for configurado com um numero de vlan existente no switch modo server os hosts deste switch participarao da mesma vlan, mesmo tendo sido configurado separadamente.
Nota: Conexão entre os Swtiches VTP Client e o VTP Server são feitas através de “Trunk Links”.